# Мірло
Мірло (нід. Mierlo) — місто в нідерландській провінції Північний Брабант. Входить до муніципалітету Гелдроп-Мірло.
Його площа становить 18,03 км², а населення станом на 2021 рік складало 11 105 осіб.
Перша згадка про населений пункт датується 1245 роком.
До 2004 року мало статус окремого муніципалітету.

## Галерея

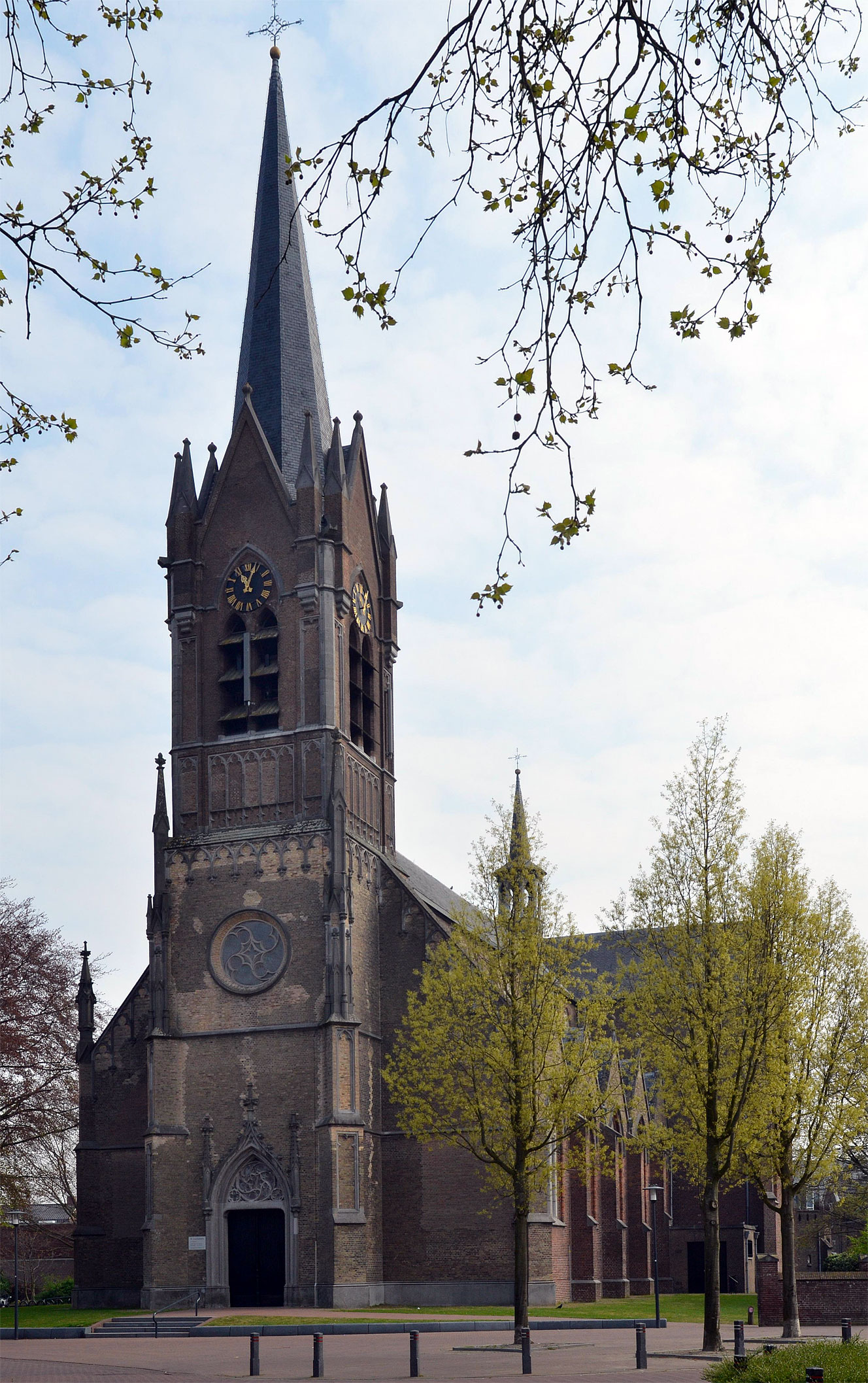
Церква св. Люсії
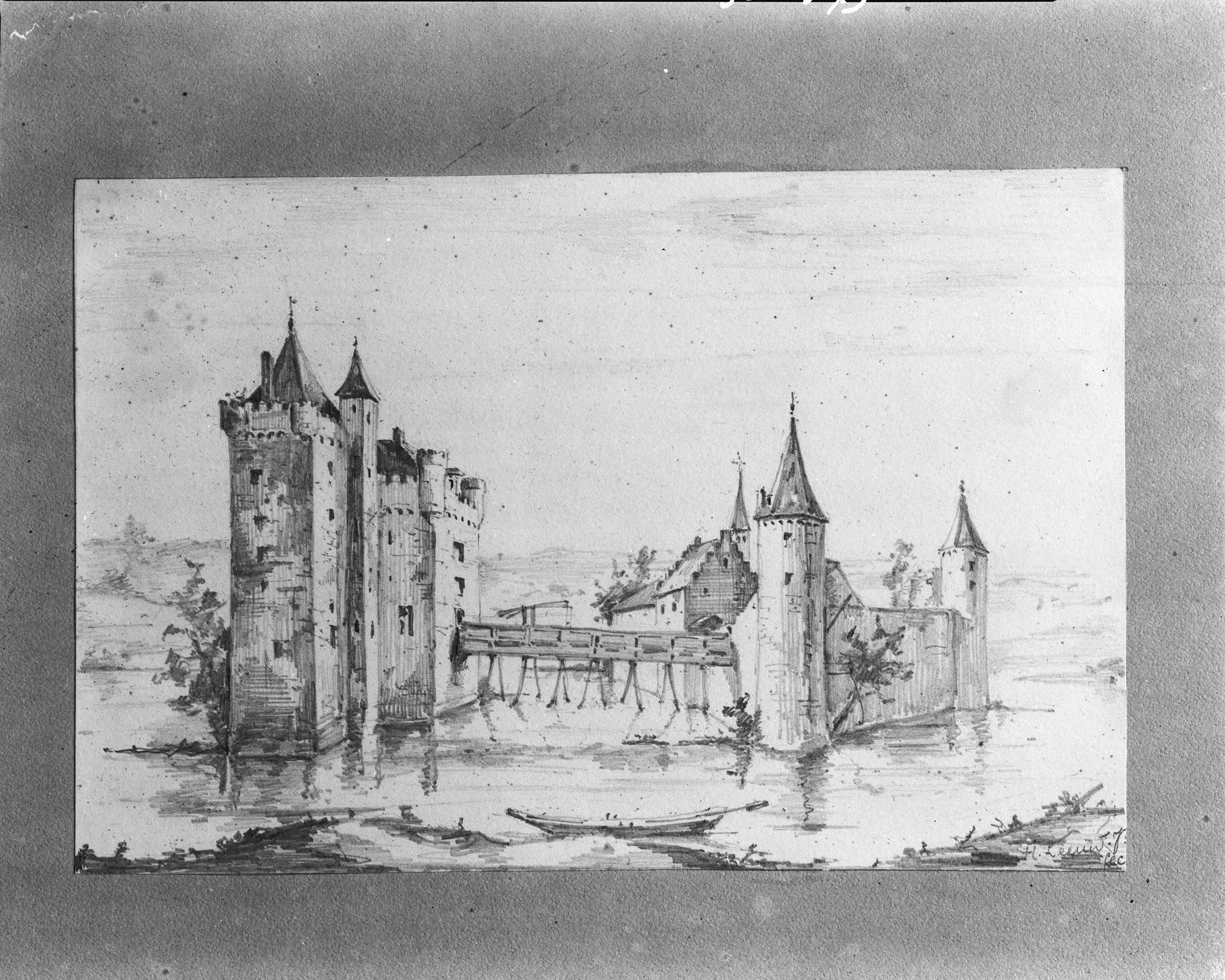
Малюнок замку Мірло
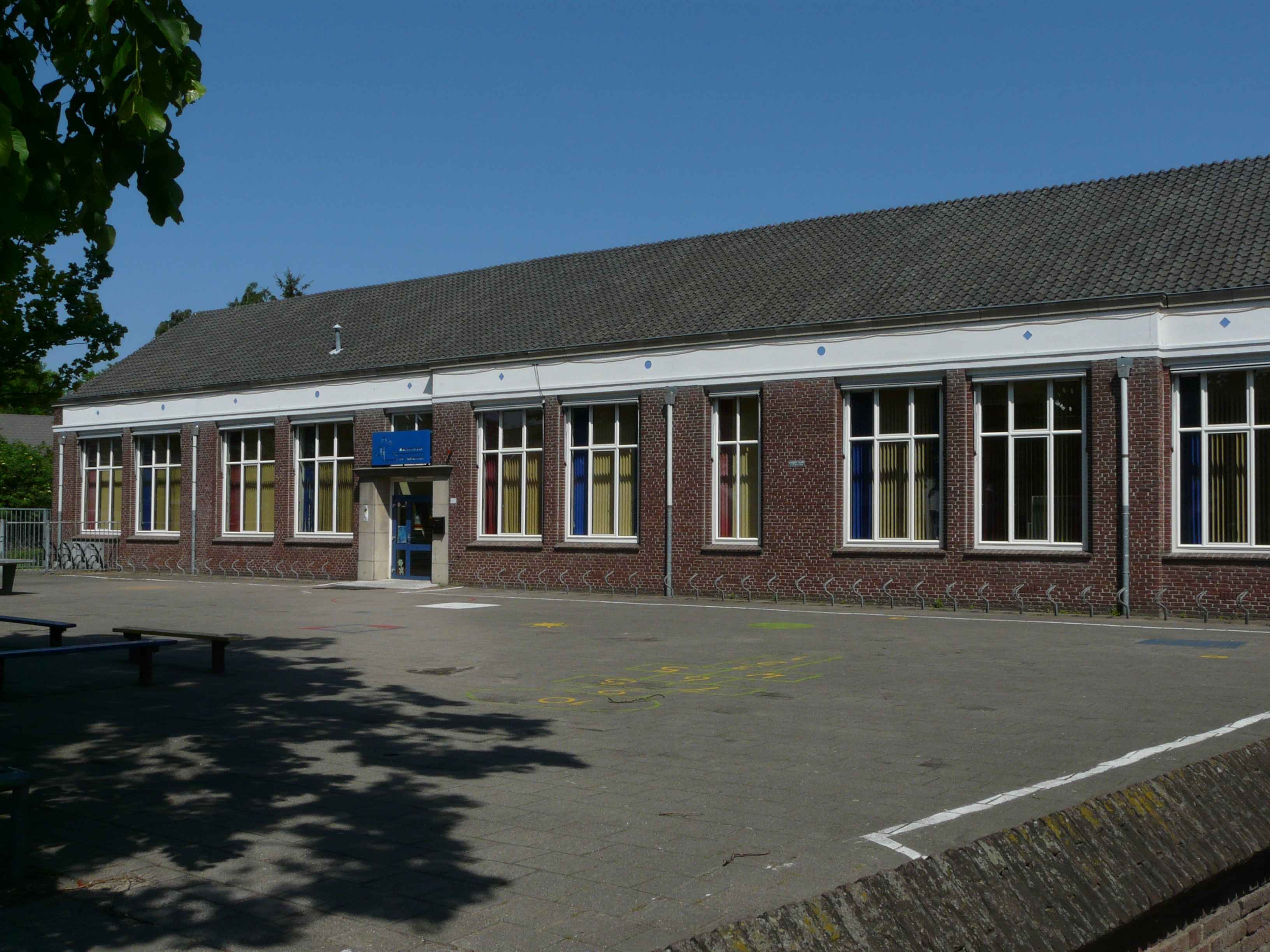
Школа у Мірло
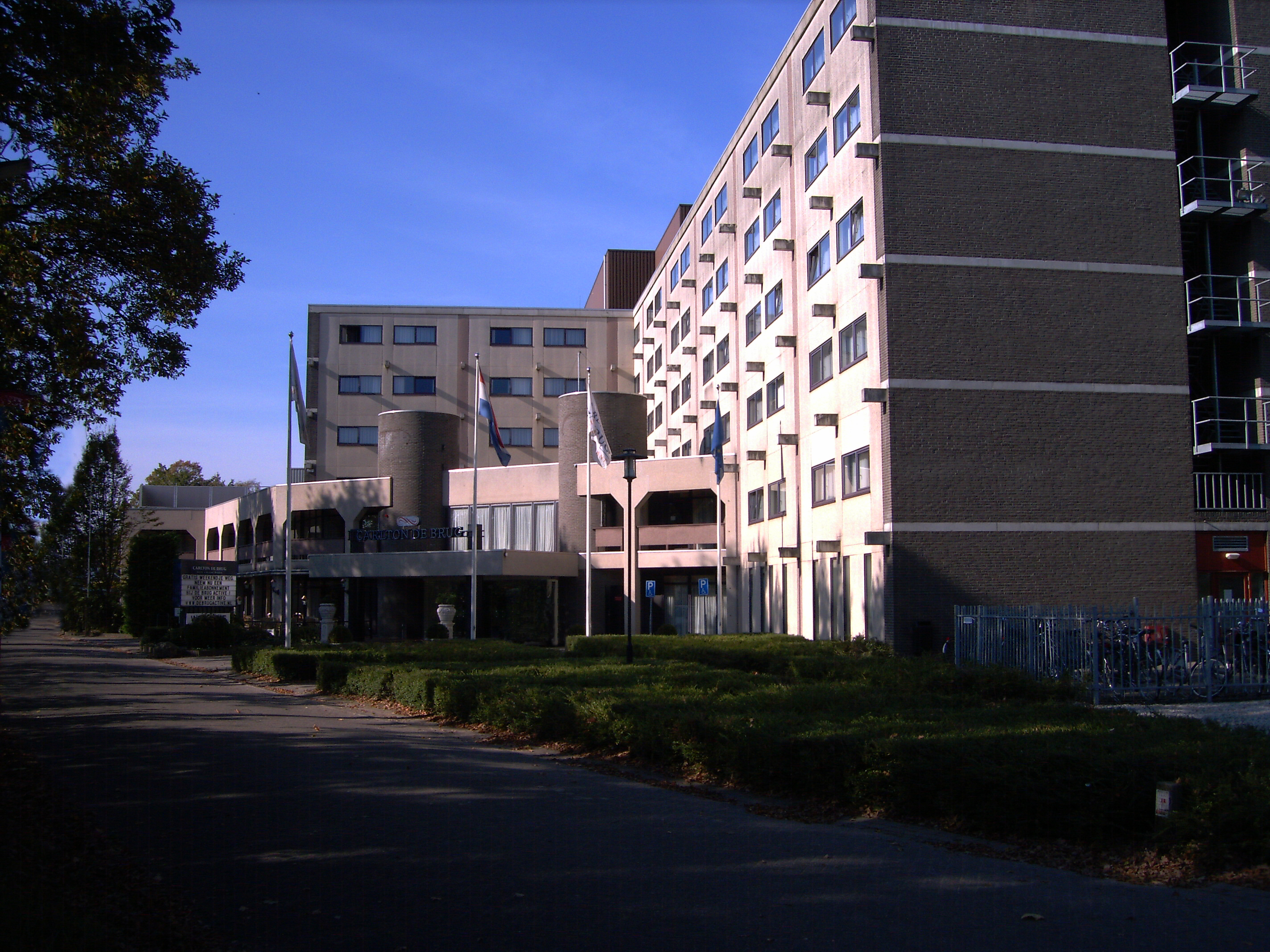
Готель у Мірло